# Масловець
Маслове́ць — село в Україні, у Головненській селищній громаді Ковельського району Волинської області.
Масловець знаходиться за 2 кілометри від центру селищної ради Головне, за 16 кілометрів від залізничної станції Любомль, за 67 кілометрів від районного центру Ковель, за 137 кілометрів від обласного центру Луцьк, за 33 кілометри від Польщі. Має автобусне сполучення з містами Любомль, Луцьк, Ковель. Село складається з восьми вулиць (Слави, Зелена, Лугова, Спортивна, Лозова, Шкільна, Бокова, Дружби,). Населення становить 574 осіб, переважно українці, 145 дворів.

## Географія
Географічне положення
Село лежить між двома річками: Став — на півдні (бере початок в урочищі Золото), Загребля — на півночі (бере початок в р-н вулиць Шкільної та Лугової). На південно-західній стороні від села бере початок річка Нережа. Рельєф рівнинний, Масловець знаходиться на Поліській низовині.
Масловець межує: на заході з Головне, на сході з Скрипиця, на півдні Городнє.
Фізико-географічне районування
Село Масловець розміщене на території фізико-географічного краю «Волинське Полісся» в мішанолісовій хвойно-широколистій фізико-географічній зоні, яку також називають Українським Поліссям, і яка є вологою та помірно теплою. Ґрунти - дерново-підзолисті.
Клімат
Клімат Масловця помірно-континентальний, із м'якою зимою і теплим літом, затяжною весною та осінню. Середньорічна кількість опадів — 595—605 мм. У теплий період року випадає до 70 % опадів. Переважають західні вітри. Середня температура січня −4,4 °C, липня +18,6-18,8 °C.

## Історія
Згідно з переказами місцевих жителів і деяких науковців, на території села був хутір, де була маслобойня (єдина на округу), звідси і пішла назва села Масловець. За переказами старожилів село утворилось у часи коли людей примусово переселяли з хуторів.
За даними карти Польського військового картографічного інституту  село Масловець вперше з'явилось, як окремий населений пункт Головнянської гміни, Любомльського повіту в 1931 році. Тодішнє місцеположення села було в  районі теперішнього заводу, а також найбільші хутори - Молокуш, що знаходився на південному сході (тепер однойменне урочище) та Лужак, на північному сході  (зараз частина села Залоза). І кількох набагато менших хуторів. Назви деяких з них збереглися до сьогодні — Марків, Карпів, Буянцев, Костев, Соболюків і т. д.
Назва села також тісно пов'язана з урочищем Молокуш, який тісно був зв'язаний із селом у молочному занятті. Саме тут за однією із версій було дуже багато худоби, люди з цього хутора найбільше постачали молока на маслобойню. Адже навколо Молокуша було дуже багато пасовищ та річка - умови, що дозволяли людям займатися цим видом господарства.
25 червня 1941 року німецькі війська окупували Масловець і встановили окупаційний режим. 22 липня 1944 року воїни 47-ї гвардійської дивізії 1-го Білоруського фронту визволили Масловець  від німецьких загарбників.
У 1952 році на території села запрацював Головненський овочевосушильний завод.
Внаслідок Адміністративної реформи, 7 липня 2017 року село Масловець, як частина Головненської селищної ради, увійшло до складу Головненської селищної громади Любомльського району. А з 19 липня 2020 року, Головненська селищна громада стала однією з 23 громад, новоствореного Ковельського району.

## Населення
Згідно з переписом УРСР 1989 року чисельність наявного населення села становила 572 особи, з яких 281 чоловік та 291 жінка.
За переписом населення України 2001 року в селі мешкало 567 осіб.
Станом на 2019 рік населення становить 574 особи.
Населення села зайняте переважно веденням особисто-селянського господарства.
Вагома частка працює на сезонних роботах у Польщі.
Серед інших галузей зайнятості населення можна виділити: апарат управління, селищної та міської ради, землевпорядкування, освіта, медицина, охорона, поліція, культура, мисливство.

### Мова
Розподіл населення за рідною мовою за даними перепису 2001 року:
| Мова       | Відсоток |
| ---------- | -------- |
| українська | 99,82 %  |
| російська  | 0,18 %   |

## Інфраструктура
У селі розташовані:
- загально-освітня школа І ступеня (закрита у 2020 році)
- бібліотека — книжковий фонд якої останнім часом дуже оновився
- футбольний майданчик — знаходиться на південно-східній окраїні села.
- ФАП — тут в змозі надати першу медичну допомогу та в розпорядженні якої є ліки першої необхідності.
- Продовольчий магазин, знаходиться за адресою вул. Слави 39
- Головненський овочесушильний завод — у радянські часи, потужне підприємство. З 2006 року припинив своє існування. Обладнання немає взагалі, а споруди дуже занедбані, потребують демонтажу.
- сільський клуб — працював до 1997 року.
- На розі вулиць Слави та Спортивної, встановлено та освячено хрест.
- У 2018 році в селі повністю встановлено вуличне освітлення.
- У 2020 повністю замінено щебеневе покриття на асфальтоване по вулиці Слави - центральній вулиці села. Також, того ж року, на території колишнього клубу встановлено дитячий майданчик.

## Відомі люди
Василь Степанович Пикалюк (16 листопада 1954, село Масловець Любомльского району Волинської області) — доктор медичних наук, професор, академік АН В України.
Народився 16 листопада 1954 року в селі Масловець Любомльского району на Волині. Після закінчення Тернопільського медичного інституту був рекомендований на наукову роботу (аспірантура при кафедрі нормальної анатомії). Кандидатську дисертацію захистив в 1983 році, в 1978—1984 рр. працював асистентом кафедри, а в 1985 році був обраний за конкурсом на посаду доцента кафедри нормальної анатомії Луганського медичного інституту.
Там він пропрацював 10 років, захистивши докторську дисертацію (1991), ставши професором (1993), деканом лікувального факультету (1991), проректором по навчальній роботі (1993).
У 1995 році після утворення Волинського державногоуніверситету ім. Лесі Українки на конкурсній основі обраний на посаду проректора по науковій роботі, паралельно очолюючи кафедру фізичної реабілітації і спеціалізовану вчену раду. У серпні 2001 року затверджений на посаді завідувача кафедрою нормальної анатомії людини в Кримському державному медичному університеті ім. С. И. Георгіївського.
На сьогодні кафедра є базовою для морфологічних кафедр медичних внз України по впровадженню навчальний процес кредитно модульної системи освіти, а завідувач кафедрою очолює експертний радий МЗУкраїни з анатомії людини.
Автор більше 550 публікацій, серед яких 8 патентів, 5 монографій, 7 підручників, 2 словники, 40 навчальних посібників і практикумів. Підготував 3 доктори і 12 кандидатів наук, керує роботою морфологічного науково-дослідного центру, на базі якого виконуються 2 держбюджетних теми, 3 докторських і 13 кандидатських дисертацій.
Науковий напрям: екологічна і функціональна остеологія;експериментальна і клінічна лікворологія, система стовбурових клітин.
Шифр наукової спеціальності — 14.00.02 — анатомія.
Очолює Кримське республіканське суспільство анатомів, гістологів, ембріологів і топографоанатомів, член правління Всеукраїнського наукового товариства морфологів, член республіканської і голова університетської проблемних наукових комісій "Морфологія", заст. голови спеціалізованого вченого радого із захисту докторських дисертацій, член редакційних колегій 6-ти профільних наукових журналів, експерт ВАКа.
Друкується в художньо-публіцистичній періодиці, співпрацює з мас-медіа. Нагороджений почесним знаком «Відмінник утворення України», почесними грамотами МО і МЗ України кабінету міністрів Криму.
Олександр Іванович Грошев (27 листопада 1984, Головне — 20 січня 2015, Донецький аеропорт) — солдат Збройних сил України. Один із «кіборгів».
Нагороди та відзнаки:
• Орден «За мужність» ІІІ ступеня
• Нагрудний знак «За оборону Донецького аеропорту»
У часі війни — солдат, 80-а окрема високо-мобільна десантна бригада.
Зник безвісти 20 січня 2015-го під час боїв за Донецький аеропорт. У червні 2015-го ідентифікований за експертизою ДНК. 22 червня 2015-го похований в селі Головне, Ковельський район.
Без Олександра лишилися дружина Ніна та троє дітей.
Микола Миколайович Сушик(13 вересня 1983, село Масловець Любомльского району Волинської області) — голова Любомльської районної ради з 14 березня 2014 року, керівник Любомльської районної партійної організації Всеукраїнського об'єднання «Свобода», закінчив Волинський державний університет імені Лесі Українки за спеціальністю «Політологія» та здобув кваліфікацію політолога, викладача політології. З 2006 р.- інженер по охороні праці в Територіальному центрі соціального обслуговування пенсіонерів та одиноких непрацездатних громадян, 2012 р. помічник — консультант народного депутата України.